# Municipio de Clay (condado de Morgan)
El municipio de Clay (en inglés: Clay Township) es un municipio ubicado en el condado de Morgan en el estado estadounidense de Indiana. En el año 2010 tenía una población de 4292 habitantes y una densidad poblacional de 54,05 personas por km².

## Geografía
El municipio de Clay se encuentra ubicado en las coordenadas 39°31′14″N 86°24′10″O / 39.52056, -86.40278. Según la Oficina del Censo de los Estados Unidos, el municipio tiene una superficie total de 79.41 km², de la cual 77,67 km² corresponden a tierra firme y (2,19 %) 1,74 km² es agua.

## Demografía
Según el censo de 2010, había 4292 personas residiendo en el municipio de Clay. La densidad de población era de 54,05 hab./km². De los 4292 habitantes, el municipio de Clay estaba compuesto por el 97,32 % blancos, el 0,16 % eran afroamericanos, el 0,42 % eran amerindios, el 0,3 % eran asiáticos, el 0,4 % eran de otras razas y el 1,4 % eran de una mezcla de razas. Del total de la población el 1,63 % eran hispanos o latinos de cualquier raza.